# Oude Maas

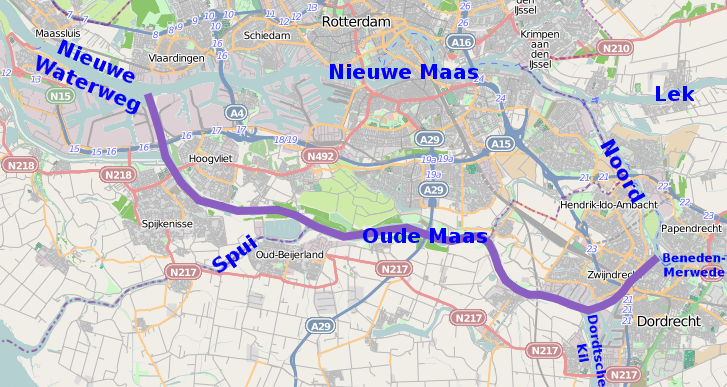
Verlauf der Oude Maas

Als Oude Maas (deutsch Alte Maas) wird  der ursprüngliche Unterlauf des aus dem Rheinarm Waal und der Maas gebildeten Flusses im Rhein-Maas-Delta im Süden der Niederlande bezeichnet.
Sie beginnt in Dordrecht, wo von der Beneden-Merwede  (unterer Teil der Waal inkl. einst zugeflossener Maas) der Noord abzweigt, und endet bei Vlaardingen am Zusammenfluss mit der Nieuwe Maas, mit der sie dann den in die Nordsee mündenden Nieuwe Waterweg bildet. Seit 1904 fließt die Maas nicht mehr zusammen mit der Waal, sondern bekam einen separaten Unterlauf (Bergsche Maas), der südlicher in das Hollands Diep mündet und im Haringvliet weiter zu Nordsee fließt.
Die Oude Maas, in der heute normalerweise kein Maas-Wasser mehr fließt, ist rund 30 Kilometer lang. Bei niedriger Wasserführung der Flüsse wird ihr aber aus dem Haringvliet u. a. auch Maas-Wasser zugeführt. Der Haringvlietdam wird dann geschlossen, sodass Wasser  aus dem Vliet durch die Dordtsche Kil und die Spui zur Oude Maas fließt, wodurch schließlich der Wasserstand im Nieuwe Waterweg, an dem der Europoort liegt, hochgehalten wird.
Seit 1973 ist sie  im Unterlauf über den Hartelkanal mit dem Hartelhafen  und dem Industriegebiet Maasvlakte verbunden.
Die Oude Maas fließt zwischen der Insel IJsselmonde im Norden,  der Dordrechter Insel, dem Hoeksche Waard und Voorne-Putten im Süden (in Flussrichtung vom Osten nach Westen gesehen) hindurch.
Die Oude Maas wird von drei Autobahntunneln, zwei Eisenbahntunneln (Botlektunnel der Betuweroute und Tunnel Oude Maas der HSL Zuid) und einem U-Bahn-Tunnel unterquert. Neben dem Botlektunnel führt die Botlekbrug über die Oude Maas, zwischen Hoogvliet und Spijkenisse ist die Spijkenisser Brücke. Für Fußgänger und Radfahrer verkehrt zwischen Rhoon und Oud-Beijerland eine Fähre, eine weitere zwischen dem zu Zwijndrecht gehörenden Erholungs- und Freizeitgebiet Groote Lindt und Puttershoek. Ein Wasserbus verkehrt zwischen Zwijndrecht und Dordrecht, während der Touristensaison auch nach Oud-Beijerland.

## Orte an der Oude Maas
Dordrecht, Zwijndrecht, Puttershoek, Heerjansdam, Barendrecht, Heinenoord, Oud-Beijerland, Poortugaal, Hoogvliet und Spijkenisse.

## Anmerkung
1. ↑   Das meiste im Haringvliet zur Nordsee fließende Wasser wird aus dem Rheinarm Waal durch deren bereits in den 1870er Jahren angelegte Abzweigung Nieuwe Merwede herangeführt.